# ГалАЗ-3208
ГалАЗ-3208.11 "Бізон" — автобус середнього класу призначений для міських, приміських і міжміських перевезень на невеликі відстані. Автобус був розроблений на Галицькому автозаводі в 2006 році однак в серійне виробництво не пішов через проблеми з поставкою шасі.
"Бізон" створений на базі шасі ЗІЛ-3501 та оснащений двигуном ММЗ Д-245.9 з робочим об'ємом 4,75 л, що відповідає екологічним нормам Євро-2.
Загальна пасажиромісткість - 34 особи при 27 сидячих місць.